# Open di Zurigo 1987
L'Open di Zurigo 1987 è stato un torneo femminile di tennis giocato sul sintetico indoor. È stata la 4ª edizione del torneo, che fa parte del Virginia Slims World Championship Series 1987. Si è giocato nell'Hallenstadion di Zurigo in Svizzera, dal 26 ottobre al 1º novembre 1987.

## Campionesse

### Singolare
Steffi Graf ha battuto in finale  Hana Mandlíková con il punteggio di 6–2, 6–2

### Doppio
Nathalie Herreman /  Pascale Paradis hanno battuto in finale  Jana Novotná /  Catherine Suire con il punteggio di 6–3, 2–6, 6–3